# 80179 Václavknoll
80179 Václavknoll è un asteroide della fascia principale. Scoperto nel 1999, presenta un'orbita caratterizzata da un semiasse maggiore pari a 2,2071123 UA e da un'eccentricità di 0,1437972, inclinata di 3,47511° rispetto all'eclittica.